# Сирота Бруклін (фільм)
«Сирота Бруклін» (англ. Motherless Brooklyn) — кримінальний драматичний фільм сценариста, продюсера і режисера Едварда Нортона за мотивами однойменного роману Джонатана Летема 1999 року. Нортон також зіграв у фільмі разом з Брюсом Віллісом, Гугу Мбатха-Рау, Боббі Каннавейлом, Черрі Джонсом, Майклом Кеннет Вільямсом, Леслі Менном, Етаном Суплі, Далласом Робертсом, Джошем Пейсом, Робертом Рей Уайлдом, Фішером Стівенсом, з Алеком Болдвіном та Віллемом Дафо.

## Сюжет
Нью-Йорк 1950-х років. Приватний слідчий Ліонель Ессрог з синдромом Туретта працює над тим, щоб розгадати таємницю вбивства свого наставника Френка Мінна у Нью-Йорку, якого застрелили злочинці.
У нього є кілька підказок і розум, адже не всі колеги-детективи в агенції Мінна погодилися йому допомагати. Підказки виводять його на слід магната і забудовника Мойсея Рендольфа, який прокручує чорні справи в Нью-Йорку. Ліонель потрапляє в нетрі Брукліна, джаз-клуби Гарлема, розкішні кабінети політичної еліти. Зустрічає жінку, в яку закохується.

## У ролях
- Едвард Нортон — Ліонель Ессрог
- Брюс Вілліс — Френк Мінн
- Гугу Мбата-Роу — Лора Роуз
- Алек Болдвін — Мойсей Рендольф
- Віллем Дефо — Пол Рендольф
- Боббі Каннавале — Тоні Вермонте
- Черрі Джонс — Габбі Горовіц
- Майкл К. Вільямс — трубач
- Леслі Манн — Джулія Мінна
- Ітан Саплі — Гілберт Коні
- Даллас Робертс — Денні Фантл
- Роберт Віздом — Біллі Роуз
- Фішер Стівенс — Лу

## Виробництво
Нортон працював над фільмом ще з початку 2000-х років, хоч і не був впевненим, що буде його режиссером. У лютому 2014 року Нортон став режиссером проекту.
Виробництво розпочалося в лютому 2018 року в Нью-Йорку, а Нортон, Віллем Дафо, Брюс Вілліс, Гугу Мбатха-Рау та Алек Болдуїн увійшли до головних зірок фільму. Боббі Каннавейл і Даллас Робертс приєдналися до акторської групи через кілька тижнів. 22 березня в підвалі будівлі, де проходило виробництво, під майданчиком фільму спалахнула пожежа. В результаті вибуху загинув пожежник FDNY (посмертно підвищений до лейтенанта) Майкл Р. Девідсон з 69 бригади. Наступного дня виробництво було тимчасово припинено, а відновлено через тиждень. Додаткові зйомки відбулися у грудні 2018 року у місті Трой, Нью-Йорк .

## Прем'єра
Прем'єра фільму відбулась 10 вересня 2019 року, на Міжнародному кінофестивалі в Торонто 2019 перед його широким прокатом 1 листопада 2019 року. Він також буде показаний у рамках завершення кінофестивалю в Нью-Йорку 2019 року.
Прем'єра в Україні відбулась 31.10.2019.

## Цікаві факти
- «Сирота Бруклін» — це другий досвід Едварда Нортона в режисерському кріслі після режисури «Зберігаючи віру» (2000).
- Нортон виступив як сценарист і значиться так у титрах, він вже має сценарний досвід у стрічках «Бійцівський клуб», «Фріда», «Розмальована вуаль» і «Неймовірний Халк».
- Раніше Девіду Лінчу запропонувати виступити в якості режисера або продюсера фільму, але він відмовився[11]